# Eternity (manhwa)
 (signalé en juillet 2025).
Si vous disposez d'ouvrages ou d'articles de référence ou si vous connaissez des sites web de qualité traitant du thème abordé ici, merci de compléter l'article en donnant les références utiles à sa vérifiabilité et en les liant à la section « Notes et références ».
- Archive Wikiwix
- Bing
- Cairn
- DuckDuckGo
- E. Universalis
- Gallica
- Google
- G. Books
- G. News
- G. Scholar
- Persée
- Qwant
- (zh) Baidu
- (ru) Yandex
- (wd) trouver des œuvres sur Wikidata

Pour les articles homonymes, voir Eternity.
Eternity (이터너티) est un manhwa de Park Jin-ryong et Shin Yong-gwan en cinq volumes publié en Corée du Sud aux éditions Daiwon. En France, Eternity a été publié en France chez Tokebi. La totalité des tomes a été publiée.

## Résumé
Gwanmoon, Jang Bang et Yubin sont trois lycéens ordinaires aux personnalités diamétralement opposées. Leurs vies basculent le jour où ils rencontrent la mystérieuse Aram qui leur apprend qu'ils sont les réincarnations de trois guerriers chinois du IIe siècle.